# Port Dickson
Port Dickson – miasto w Malezji, w stanie Negeri Sembilan. Według danych szacunkowych na rok 2008 liczy 97 094 mieszkańców. Ośrodek przemysłowy.